# El robot completo
El robot completo, también conocido como El libro de los robots o Los robots (título original en inglés The Complete Robot), es una colección de cuentos de ciencia ficción de Isaac Asimov, escritos entre 1940 y 1976, previamente publicados en el libro Yo, Robot y en otras antologías. Aunque son comprensibles por separado, ellas comparten el mismo tema de la interacción entre los humanos, los robots y la moralidad. Con este libro comienza a relatarse la historia de la serie de los robots de la saga de la Fundación.

## Contenido
- "Introducción"
- "Algunos robots no humanos":
  - "El mejor amigo de un muchacho", o "El mejor amigo del niño" ("A Boy's Best Friend") (1975)
  - "Sally" (1953)
  - "Algún día", o "Un día..." ("Someday") (1956), también de la serie Multivac
- "Algunos robots inmóviles":
  - "Punto de vista" ("Point of View") (1975), también de la serie Multivac
  - "¡Piensa!", o "¡Está pensando!" ("Think!") (1977), también de la serie Multivac
  - "Amor verdadero" ("True Love") (1977), también de la serie Multivac
- "Algunos robots metálicos":
  - "El robot AL-76 se extravía", o "Robot AL-76, a la deriva", o "Robot Al-76 va a la deriva", o "Robot AL-76 extraviado" ("Robot AL-76 Goes Astray") (1942)
  - "Victoria impremeditada", o "Victoria inintencionada", o "Victoria accidental" ("Victory Unintentional") (1942), también de la serie Jovians #2
  - "Un extraño en el paraíso", o "Extraño en el paraíso" ("Stranger in Paradise") (1974), novela corta
  - "Versos luminosos", o "Rima ligera" ("Light verse") (1973)
  - "Segregacionista", o "Segregacionismo", o "El racista" ("Segregationist") (1967)
  - "Robbie" ("Robbie", o "Strange Playfellow") (1940)
- "Algunos robots humanoides":
  - "Unámonos" ("Let's Get Together") (1957)
  - "Imagen en un espejo", o "Espejo-Imagen", o "Reflejo exacto", o "Reflejo simétrico", o "Imagen especular" ("Mirror Image") (1972)
  - "El incidente del tricentenario" ("The Tercentenary Incident") (1976)
- "Powell y Donovan"
  - "Primera Ley" ("First Law") (1956)
  - "Círculo vicioso" ("Runaround") (1942), novela corta
  - "Razón" ("Reason") (1941)
  - "Atrapa esa liebre" ("Catch that Rabbit") (1944)
- "Susan Calvin":
  - "¡Embustero!" ("Liar!") (1941)
  - "Satisfacción garantizada" ("Satisfaction Guaranteed") (1951)
  - "Lenny" (1958)
  - "Esclavo de galeras", o "Galeote", o "Corrector de galeradas", o "Esclavo en galeras" ("Galley Slave") (1957), novela corta
  - "Pequeño robot perdido" ("Little Lost Robot") (1947), novela corta
  - "Riesgo" ("Risk") (1955), novela corta
  - "¡Fuga!" ("Escape!") (1945)
  - "Evidencia" ("Evidence") (1946), novela corta
  - "El conflicto evitable" ("The Evitable Conflict") (1950), novela corta
  - "Intuición femenina" ("Feminine Intuition") (1969), novela corta
- "Dos clímax":
  - "Qué es el Hombre", o "¿Qué es el Hombre?", o "¡Para que sepas preocuparte por él!", o "...Para que de él tengas memoria" ("...That Thou Art Mindful of Him", o "That Thou Art Mindful of Him", o "-That Thou Art Mindful of Him!") (1974), novela corta
  - "El hombre bicentenario", o "El hombre del bicentenario" ("The Bicentennial Man") (1976), novela corta

### Historias no ambientadas en el universo de la Fundación
Algunas de las historias de este libro, definitivamente no pertenecen a la serie de los robots, Esas historias son:
- "Algún día" (No se respetan las 3 leyes)
- "Sally" (No se habla de las 3 leyes ni se las respeta)
- "Victoria inintencionada"
- "Un extraño en el paraíso"
- "Unámonos"
- "Qué es el Hombre"

### Historias no incluidas
Esta colección incluye la mayoría de las historias de la Serie de los robots de Asimov, pero no todas. Las historias no incluidas fueron escritas después:
- "Sueños de robot" ("Robot Dreams") (1986), cuento incluido en la colección homónima
- "Visiones de robot", o "Visiones de un robot", o "Visiones del robot" ("Robot Visions") (1990), cuento incluido en la colección homónima
- "Navidades sin Rodney" ("Christmas Without Rodney") (1988), cuento incluido en la colección Visiones de robots
- "Cal" (1990), novela corta incluida en la colección Gold: The Final Science Fiction Collection
- "El hermanito" ("Kid Brother") (1990), cuento incluido en la colección Gold: The Final Science Fiction Collection
- "Madre Tierra" ("Mother Earth") (1949), novela corta incluida en la colección The Early Asimov

o formaron el texto que conecta las historias en Yo, robot.

## Referencia bibliográfica
- Asimov, Isaac (2008). El robot completo. Madrid: Alamut/Bibliópolis. ISBN 9788498890136.

- Datos: Q923895